# 중국-포르투갈 우호통상조약
중국-포르투갈 우호통상조약(중국어: 中葡和好通商條約, 포르투갈어: Tratado de Amizade e Comércio Sino-Português)은 1887년 12월 1일 베이징에서 체결된 포르투갈 왕국과 청나라 사이에 맺어진 불평등 조약이다. 이 조약을 통해 포르투갈은 마카오에 대한 영유권을 인정받았고, 대신 포르투갈이 청나라와 함께 아편 밀매를 중단하는데 협력하기로 했다. 

## 배경
1862년 8월 13일, 청나라와 포르투갈은 톈진에서 우호 무역 조약을 체결했다. 이 조약은 주로 무역 협정이었지만, 포르투갈의 주권 문제를 직접 언급하지는 않았지만 마카오의 정치적, 법적 지위도 규정했다. 마카오의 지위에 관한 두 가지 조항이 포함되어 있었는데, 제2조는 이전의 협정을 무효화하고 마카오를 "이전의 광둥성"으로 지칭했으며, 제3조는 "마카오 총독"의 지위를 인정했다. 그러나 청나라는 이 조약을 비준하지 않았고 1864년에 무효가 되었다.
1886년 6월, 청나라와 영국의 합동 위원회는 중국으로의 아편 수입을 통제하는 행정적 책임을 광저우의 호포에서 청나라의 제국해양관세청으로 이양해야 한다고 조언했다. 영국과 청나라는 이에 동의했지만, 포르투갈의 개입 없이는 완전히 성공할 수 없었다. 1887년, 청나라는 리스본에 외교 사절단을 파견했는데, 여기에는 관세청의 로버트 하트 경을 대표하는 고위 영국인인 제임스 캠벨이 포함되어 있었다. 1887년 3월 26일 캠벨과 포르투갈 외무장관 앙리케 드 바로스 고메스는 리스본 의정서에 서명했다.

## 조항
포르투갈은 의정서에 근거한 우호통상조약의 비준을 준비한 베이징으로 특사를 파견하여 영국과 청나라의 공동선언을 따랐다. 1887년 12월 1일, 청나라의 대표자인 경친왕과 쑨이우엔과 포르투갈 왕국 대표 토마스 데 수사 로자가 청나라 베이징에서 중국-포르투갈 우호통상조약을 체결했고, 조약은 1888년 4월 28일에 비준되었다.  제2조 및 제3조는 다음과 같다.

II. 중국은 포르투갈에 의한 마카오의 영구 점령 및 정부와 관련된 리스본 의정서 제2조를 전체적으로 확인한다.
III. 포르투갈은 중국과의 사전 합의 없이 마카오를 결코 소외시키지 않겠다는 약속과 관련된 리스본 의정서 제3조를 전체적으로 확인한다.

## 이후
1887년 12월 이후, 임대료 지불과 마카오에 거주하는 중국인 세관원이나 청나라 관리의 존재와 관련된 문제들은 학문적 관심을 제외하고는 관심 대상에서 제외되었다. 1910년대에 포르투갈의 1910년 10월 5일 혁명과 중국의 1911년 신해혁명으로 양국에 새로운 시대를 열었다. 중화민국에서 점차 힘이 커지던 민족주의 세력은 조약에 반대하는 목소리를 냈고 조약의 타당성에 의문을 제기했다. 이러한 논쟁은 마카오의 국경 획정이라는, 1887년 조약으로 해결되지 않은 문제에서 드러났다. 비록 중화민국 국민당 정부가 "불평등한 조약"을 폐지하겠다고 공언했지만, 마카오의 지위는 변하지 않았다. 1928년 중국-포르투갈 우호 무역 조약은 마카오에 대한 포르투갈의 지배권을 재확인했다. 1945년, 중영 신평등 조약을 통해 중국의 치외법권이 끝난 후, 국민당은 홍콩과 마카오에 대한 외국의 통제를 청산할 것을 요구했지만, 그들은 공산당과의 내전에 너무 몰두하여 "권리 회복" 운동의 목표를 달성하지 못했다.
1949년 국공내전에서 중국 공산당이 승리하여 중화인민공화국을 건립했고, 약 30년 뒤인 1974년 포르투갈의 카네이션 혁명 이후, 포르투갈의 새로운 탈식민지화 정책이 마카오 반환에 대한 길을 열었다.  포르투갈은 1974년 말 마카오에서 철수할 것을 제안했지만, 중화인민공화국은 1974년 당시 영국령이었던 홍콩에 대한 국제적, 지역적 신뢰를 유지하기 위해 노력했고, 타이완과의 통일을 우선시했기 때문에 나중에 제안을 거절했다. 1975년 1월, 포르투갈은 중화인민공화국을 중화민국의 유일한 합법 정부로 인정하고 중화민국과의 관계를 끝냈다. 1976년 포르투갈은 마카오의 법적 명칭을 식민지에서 포르투갈 직할지로 일방적으로 변경했다. 1987년에 중화인민공화국-포르투갈 공동선언이 체결되어 마카오는 "포르투갈 행정부가 다스리는 중국 영토"가 되었다. 1999년 12월 20일, 홍콩이 반환된 지 2년 만에 마카오는 중화인민공화국에 반환되었다.

## 같이 보기
- 중화인민공화국-포르투갈 공동선언
- 마카오 반환